# 富南村
富南村（ふなんむら）は、かつて富山県上新川郡にあった村。
村役場は、旧熊野村役場庁舎がそのまま使用された。

## 沿革
- 1955年（昭和30年）4月1日 - 上新川郡新保村、熊野村及び月岡村が合併して、上新川郡富南村が発足する。
- 1957年（昭和32年）4月1日 - 上新川郡大山町及び富南村の区域の境界を変更する[1]。
- 1960年（昭和35年）10月1日 - 富山市に編入する。

## 歴代三役
出典→
| 代 | 村長     | 助役                | 収入役   | 就任年月日   | 退任年月日    |
| -- | -------- | ------------------- | -------- | ------------ | ------------- |
| 1  | 安井忠三 | 今井金之助 栗林久米 | 清水宗平 | 1955年4月1日 | 1956年6月30日 |
| 2  | 中島正義 | 四ッ谷重義          | 松浦清孝 | 1956年7月1日 | 1960年9月30日 |